# Arthur Williams (Boxer)
Arthur Williams (* 12. November 1964 in Pensacola, Florida, USA; † April 2023) war ein US-amerikanischer Profiboxer. Er war zwischen 1998 und 1999 Weltmeister der IBF im Cruisergewicht.

## Boxkarriere
Arthur Williams gab sein Boxdebüt am 30. November 1989 in seinem Geburtsort. Am 30. Oktober 1998 gewann er in Biloxi, Mississippi in einem Kampf gegen den Amerikaner Imamu Mayfield den Weltmeistergürtel der International Boxing Federation (IBF) im Cruisergewicht. Diesen verlor er wieder an gleicher Stelle am 5. Juni 1999 durch technischen K.O. in der siebten Runde gegen den kasachischen Boxer Wassili Schirow. Sein letzter Boxkampf war am 17. Dezember 2010 in Chicago, Illinois.
Sein Trainer war Curtis Coffee und sein Manager Jason Schlessinger.